# Nizina Wschodniosłowacka

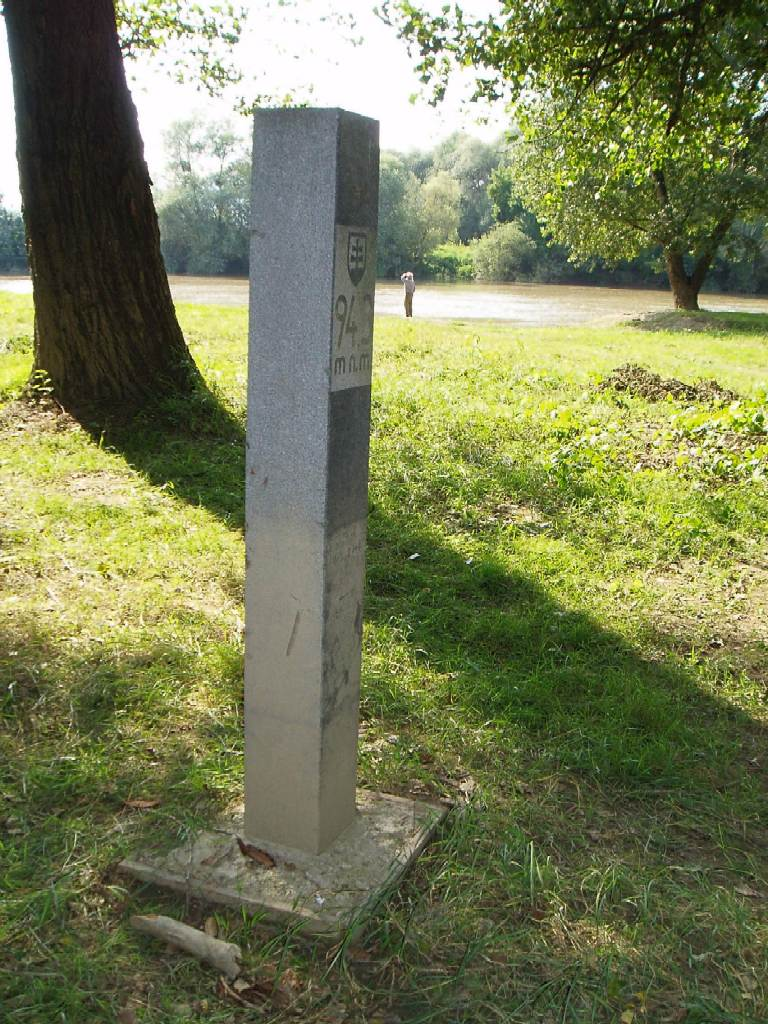
Najniżej położone miejsce Słowacji

Nizina Wschodniosłowacka (słow. Východoslovenská nížina) – nizina we wschodniej Słowacji, stanowiąca północno-wschodni skraj Kraju Zacisańskiego na Wielkiej Nizinie Węgierskiej. Jest drugim co do wielkości nizinnym regionem Słowacji - pierwszym jest leżąca w zachodniej Słowacji Nizina Naddunajska.

## Geografia
Równina Wschodniosłowacka
     Pogórze Wschodniosłowackie

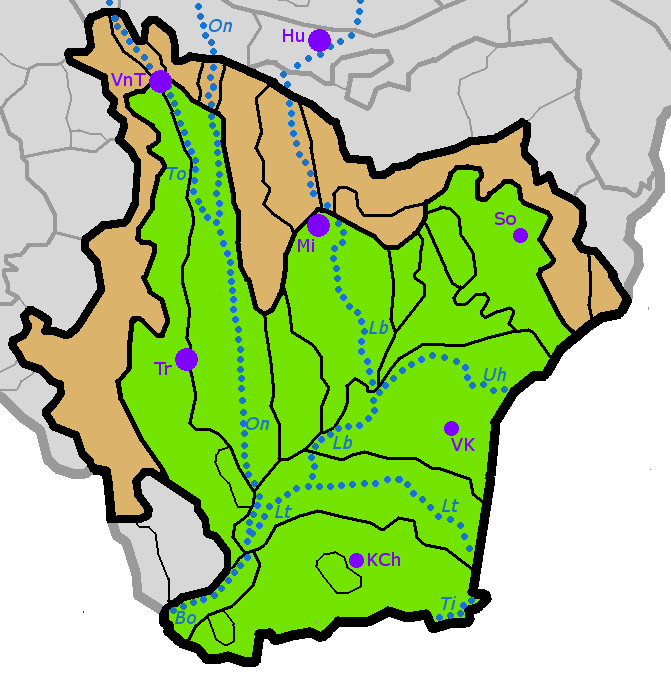
Równina Wschodniosłowacka
Pogórze Wschodniosłowackie

Od północy Nizina Wschodniosłowacka graniczy z Pogórzem Ondawskim i z pasmem górskim Wyhorlatu, a na zachodzie – z Górami Tokajsko-Slańskimi. Od wschodu i od południa granicami Niziny są granice państwowe Słowacji z Ukrainą i z Węgrami. Do Niziny Wschodniosłowackiej zalicza się również północną, słowacką część regionu Bodrogköz – bagnistej terasy zalewowej Bodrogu i Cisy. Przedłużeniem Niziny Wschodniosłowackiej na Ukrainie Zakarpackiej jest Nizina Zakarpacka. 
Nizina Wschodniosłowacka dzieli się na część północną – Pogórze Wschodniosłowackie i południową – Równinę Wschodniosłowacką. W zachodniej części Równiny Wschodniosłowackiej, między granicą z Węgrami a rzekami Ondava i Bodrog, leży odosobnione pasmo wzgórz – Wzgórza Zemplińskie z kulminacją Rozhladňa (470 m n.p.m.). Na południu znajduje się także kilka niższych, odosobnionych wzgórz – Tarbucka (277 m n.p.m.), Velký vrch (272 m n.p.m.), Vysoká (264 m n.p.m.) i Hôrka (228 m n.p.m.). 
Powierzchnia Niziny Wschodniosłowackiej wynosi około 2 100 km², zaś jej wyniesienie nad poziom morza waha się w przeważającej części od 150 do 200 metrów. Kilka kilometrów na południe od Gór Zemplińskich, w miejscu, gdzie Bodrog przecina granicę z Węgrami, leży najniżej położony punkt Słowacji – 94 m n.p.m. 
Przez Nizinę Wschodniosłowacką przepływa kilka większych rzek: Ondava, Topľa, Laborec, Uż i Latorica, które w południowej części Niziny łączą się, tworząc Bodrog – największy dopływ Cisy. Warunki geologiczne i ukształtowanie terenu zadecydowały o tym, że Nizina Wschodniosłowacka jest krainą zasobną w wodę, miejscami podmokłą i narażoną na powodzie. Tym niemniej nie ma na niej naturalnych jezior ani większych stawów. W północnej części Niziny znajduje się wielki sztuczny zbiornik wodny Zemplínska šírava (33 km²), powstały w toku szeroko zakrojonej melioracji Niziny, którą rozpoczęto w 1958 r.

## Gospodarka
Ze względu na urodzajne gleby i ciepły klimat Nizina Wschodniosłowacka jest krainą intensywnego rolnictwa. Przeważającą część powierzchni Niziny pokrywają pola uprawne, ogrody, sady i winnice. W południowo-wschodniej części Niziny znajduje się słowacka część regionu produkcji słynnego wina tokaj. W dolinach rzek występują niewielkie lasy, najczęściej dębowe. Nizina Wschodniosłowacka jest także okręgiem przemysłowym. Dominuje przemysł spożywczy, ale istnieją także inne wielkie zakłady: chemiczny w Strážskem, drzewny we Vranovie i elektrownia cieplna w Vojanach. Ważną gałęzią gospodarki jest wreszcie turystyka, skupiająca się nad Zemplínską šíravą. 
Z surowców mineralnych na Nizinie Wschodniosłowackiej największe znaczenie mają złoża soli kamiennej koło wsi Zbodza (około 1 mld ton), poza tym znaczenie gospodarcze mają dość duże zasoby gazu ziemnego w rejonie Michaloviec. Oprócz tego wykorzystuje się miejscowe surowce budowlane – gliny, piaski i kamień budowlany. 
Przez Nizinę Wschodniosłowacką prowadzą równoleżnikowe międzynarodowe połączenia komunikacyjne – z Ukrainą i dalej na wschód. Są to dwie linie kolejowe: Preszów / Koszyce – Użhorod (na północy Niziny) i Koszyce – Chust (na południu, tuż nad granicą węgierską) oraz ważna, międzynarodowa droga kołowa Koszyce – Michalovce – Użhorod (E50). Przebiega tędy również gazociąg i rurociąg ropy naftowej. 

## Ludność
Region Niziny Wschodniosłowackiej jest gęsto zaludniony. Największym miastem są Michalovce, oprócz nich bardziej znaczące są Trebišov, Vranov nad Topľou (na granicy Niziny i Wyżyny Ondawskiej), Sobrance, Strážske, Sečovce, Veľké Kapušany, Čierna nad Tisou i Kráľovský Chlmec. Region zamieszkują głównie Słowacy, poza tym Węgrzy (na południu), Rusini (na północy) i Cyganie. Rusini są greckokatolickimi unitami, nie należą jednak do ukraińskiej cerkwi greckokatolickiej, lecz do rusińskiej unickiej eparchii w Preszowie. 
Pod względem administracyjnym większość Niziny Wschodniosłowackiej leży w kraju koszyckim (powiaty Sobrance, Michalovce, Trebišov), a północny skraj – w kraju preszowskim (powiat Vranov nad Topľou). W podziale na tradycyjne regiony Nizina Wschodniosłowacka leży w regionie Zemplín.